# Adrien Jacques de Lens
Adrien Jacques de Lens (París, 1786-1846) fue un médico y botánico francés.
Fue miembro de la Academia Nacional de Medicina desde sus inicios, y fue nombrado en 1823 asociado de la Facultad de París y fue poco después inspector general de la Universidad. En 1830, perdió esa posición, y por lo tanto se dedicó a la práctica de la medicina y la literatura médica. Es conocido por el "Diccionario de Materia Médica y Terapéutica", que publicó con François Victor Mérat de Vaumartoise, obra autorizada en el siglo XIX; y por ella recibió de la Academia de Ciencias de Francia uno de los premios Montyon.
Con François Victor Mérat de Vaumartoise, Jean Louis August Loiseleur-Deslongchamps, Jean Baptiste Mougeot, Christian Gottfried Nestler, Gaspard Robert, se dedicó a su pasión por la botánica, realizando herborizaciones en el hinterland de París.

## Algunas publicaciones
- Dictionnaire des sciences médicales, editado por François-Pierre Chaumeton (1775-1819) & François Victor Mérat de Vaumartoise (1780-1851). París: Panckoucke, 1812-1822
- Du sucre. Ed. Panckoucke, 1821, 32 pp.
- Dictionnaire universel de matière médicale et de thérapeutique générale, con Adrien Jacques de Lens, 7 vols. París : J.-B. Baillière, 1829-1846

## Eponimia
- (Caryophyllaceae) Cerastium lensii F.W.Schultz[2]

- (Poaceae) Aira lensii Rchb.[3]